# ایستگاه اینلت سنتر
ایستگاه اینلت سنتر (انگلیسی: Inlet Centre station) یک ایستگاه سطح پایین در خط میلنیوم سیستم حمل و نقل سریع مترو در مترو ونکوور اسکای‌ترین (ونکوور) است. این ایستگاه در پورت مودی، بریتیش کلمبیا، کانادا واقع شده‌است و در تاریخ ۲ دسامبر ۲۰۱۶، همراه با بقیه اکستنشن Evergreen برای خدمات باز شد.